# Ivelisse Vélez
Ivelisse Milagro Vélez (Ponce, 21 de setembro de 1987) é uma lutadora de wrestling profissional porto-riquenha, mais conhecida por seu trabalho na WWE, onde atuou no territóro de desenvolvimento Florida Championship Wrestling (FCW) e no programa NXT, sob o nome Sofia Cortez. Ela participou Tough Enough, um concurso televisivo que concedeu ao vencedor um contrato da WWE. No entanto, Vélez foi eliminada da competição devido a lesão.

## Carreira

### Treinamento e início de carreira (2005)
Vélez começou sua carreira no wrestling com a 15 anos de idade, na ilha de Porto Rico. Logo depois, ela estreou na World Wrestling Council. Posteriormente, ela lutou na International Wrestling Association.
Depois de ganhar experiência, ela começou a lutar nos Estados Unidos, começando no circuito independente de Chicago. Ela acabou sendo notada pela WWE e enviada para Florida Championship Wrestling para avaliação. Ela continuou trabalhando no cenário independente antes de assinar um contrato com a WWE.

### World Wrestling Entertainment / WWE(2011-2012)

#### Tough Enough (2011)
Em março de 2011, Vélez foi anunciada como uma dos catorze concorrentes da nova edição do Tough Enough. No episódio de 10 de maio, foi eliminada da competição devido a uma lesão.

#### Florida Championship Wrestling (2011-2012)
Depois de ser cortada do Tough Enough, em 11 de novembro de 2011, Vélez assinou um contrato com a WWE. Ela fez sua estréia sob o nome de Sofia Cortez em um evento não televisionado da FCW em uma luta de trios, em parceria com Cameron Lynn e Audrey Marie para derrotar Caylee Turner, Leah West e Raquel Diaz. Ela fez sua estréia televisiva no dia 25 de dezembro, em parceria com Caylee Turner para derrotar Cameron Lynn e Kaitlyn. No episódio de 05 de fevereiro, Cortez se juntou a Raquel Diaz e foram derrotadas por Audrey Marie e Kaitlyn. Em 11 de março, Cortez se uniu a Paige e Raquel Diaz, atacando Audrey Marie. Na semana seguinte, Cortez e Paige foram derrotadas por Audrey Marie e Kaitlyn. Cortez e Paige apelidaram-se de "Anti Diva Army" ("Exército Anti-Diva").

#### NXT e demissão (2012)
Em julho de 2012, Cortez estreou no terceiro episódio da sexta temporada do WWE NXT gravado na Full Sail University, derrotando Paige. Em 25 de julho, Cortez derrotou Natalya por contagem. Após a luta, Natalya atacou Sofia, aplicando-lhe um sharpshooter. Em agosto de 2012, Vélez foi demitida da WWE.

#### TNA Wrestling (2012, 2013)
- 11 de Outubro de 2012, Ivelisse Veles teve uma Tryout Match para a TNA, competindo contra Tara onde saiu derrotada
- 24 de Fevereiro de 2013 foi anunciado que Ivelisse participaria do TNA Gut Check. 28 de Fevereiro ela derrotou Lei'D Tapa na Gut Check Match mas 7 de Março ela foi eliminada da competição, assim não conseguindo o contrato
- 17 de Março de 2013, Ivelisse participou das gravações do "TNA One Night Only: Knockouts" que foi ao ar no dia 6 de Setembro de 2013
- 18 de Março de 2013, Ivelisse participou das gravações do "TNA One Night Only: World Cup" ,onde ela foi introduzida ao grupo Aces & Eights como a primeira Wrestle feminina do grupo. No show ela enfrentou Mickie James, onde conseguiu sair vitoriosa graças a ajuda dos Aces & Eights mas na Elimination Tag Team Match do final do show, ela e o restante do grupo Aces & Eights perderam para o Team USA.

#### Lucha Underground (2014–presente)
Vélez estreio no Lucha Undergroud no episódio do dia 05 de Novembro de 2014 como Ivelisse, fazendo dupla com Son of Havoc perdendo para Sexy Star e Chavo Guerrero Jr. Em 08 de Fevereiro de 2015, Angélico se reuniu aos outros dois formando uma aliança. O trio ganhou um torneio e assim se tornando os primeiros a serem Lucha Underground Trios Champions. No dia 18 de Fevereiro, Ivelisse teve sua primeira vitória individual contra Angélico.

## Vida pessoal
Velez jogou basquete e vôlei no colégio. Antes de ingressar no Tough Enough, ela trabalhou em Chicago como uma ela cuidou de animais de estimação.

## No wrestling
- Movimentos de finalização
  - Disdain (Diving hurricanrana)[14]
  - Wheelbarrow DDT

- Movimentos secundários
  - Bridging northern lights suplex[10]
  - Swinging neckbreaker

- Lutadores de quem foi manager
  - Rick Victor
  - Paige

- Temas de entrada
  - "Back On Track" por Hollywood Music